# Jean Le Faë
 (septembre 2022).
Jean Le Faë, né au XIIe siècle et mort le 13 juillet 1293, est un bénédictin français, vingt-cinquième abbé du Mont Saint-Michel, de 1279 à 1293.
Si les chroniques du Mont Saint-Michel gardent sur les actes de l’abbé, que l’élection du chapitre éleva à la chaire, vacante par la mort de son prédécesseur Nicolas Famigot, le silence où se sont évanouis les souvenirs des précédentes prélatures, les monuments authentiques du Chartrier et les constatations analytiques du Livre Terrier ont arraché à l’oubli plusieurs faits qui mettent en lumière la sagesse de son administration.
Les souverains pontifes, le roi de France, et plusieurs seigneurs normands secondèrent, par leur active sollicitude et leur libéralité, le zèle de ce pasteur pour les biens de son abbaye. En 1281, il obtint du pape Martin IV une bulle confirmative des possessions et privilèges de son couvent. Le successeur de ce pontife, Nicolas IV, lui accorda trois bulles expresses en 1288. La première, du 21 août, lui concédait le pouvoir d’hériter des biens des religieux qui prenaient l’habit dans son monastère, à l’exception des fiefs réservés aux parents ; la seconde, lancée le 28 octobre, ordonnait à l’abbé de Saint-Méloir de contraindre, par les censures de l’église, plusieurs seigneurs bretons de satisfaire à leurs obligations pécuniaires envers le Mont Saint-Michel ; la troisième enfin, prescrivait à l’abbé de Saint-Étienne-de-Caen de frapper de révocation et de nullité les aliénations au moyen desquelles plusieurs ecclésiastiques avaient envahi des propriétés du Mont Saint-Michel.
Le roi Philippe le Bel délégua à ce couvent, en 1286, comme une marque éclatante de son affection et de son estime, le privilège de la pêche des poissons royaux dans l’étendue de la baronnie de Genêts, droit qu’il étendit l’année suivante à la seigneurie de Bricqueville, autre domaine de ces religieux.
Les nombreuses et riches dotations dont se développèrent, du temps de Jean Le Faë, les biens de cette abbaye, prouvent la puissante influence que l’aménité de son caractère exerçait sur l’esprit des seigneurs voisins de son monastère. Ce fut à ces libéralités, ainsi qu’aux faveurs du souverain pontife et du monarque, qu’il dut les moyens de développer les domaines monastiques par d’importantes acquisitions. Thomas Le Roy de La Pommeraye vendit aux religieux, en 1287, plusieurs rentes dans la paroisse de Saint-Vosin. Ils acquirent également de Foulques, chevalier, seigneur de Gattigny, ses droits sur le moulin de Quincampoix, et plusieurs rentes dues par les habitants de la commune de Saint-Léger.
Jean de Faë s’occupa des intérêts du Mont jusque sur son lit de mort : au moment où il allait payer rendre l’âme, il obtint une sentence contre Guillaume Dubois, esq., dont les usurpations avaient jeté le trouble dans la possession du bois de Prael, dépendance de la seigneurie de Saint-Planchez. Sa mort suivit immédiatement ce dernier succès. Sa dépouille inanimée reçut les honneurs de la sépulture dans le monastère.